# Homedale
Homedale is een plaats (city) in de Amerikaanse staat Idaho, en valt bestuurlijk gezien onder Owyhee County.

## Demografie
Bij de volkstelling in 2000 werd het aantal inwoners vastgesteld op 2528.
In 2006 is het aantal inwoners door het United States Census Bureau geschat op 2579, een stijging van 51 (2,0%).

## Geografie
Volgens het United States Census Bureau beslaat de plaats een oppervlakte van
2,3 km², geheel bestaande uit land. Homedale ligt op ongeveer 680 m boven zeeniveau.

## Plaatsen in de nabije omgeving
De onderstaande figuur toont nabijgelegen plaatsen in een straal van 20 km rond Homedale.